# Golpe de Estado no Haiti de 2004
O Golpe de Estado no Haiti de 2004 que aconteceu na sequência de conflitos que ocorreram durante várias semanas no Haiti em fevereiro de 2004. Isso resultou no fim prematuro do segundo mandato do presidente Jean-Bertrand Aristide, em que deixou o Haiti em um avião dos Estados Unidos acompanhado por militares norte-americanos. Existem controvérsias quanto à extensão do envolvimento dos Estados Unidos na partida de Aristide, e se a partida foi voluntária ou não. Aristide afirma que sua partida foi um seqüestro. Um governo interino liderado pelo primeiro-ministro Gérard Latortue (trazido dos Estados Unidos) e o presidente Boniface Alexandre foi instalado.

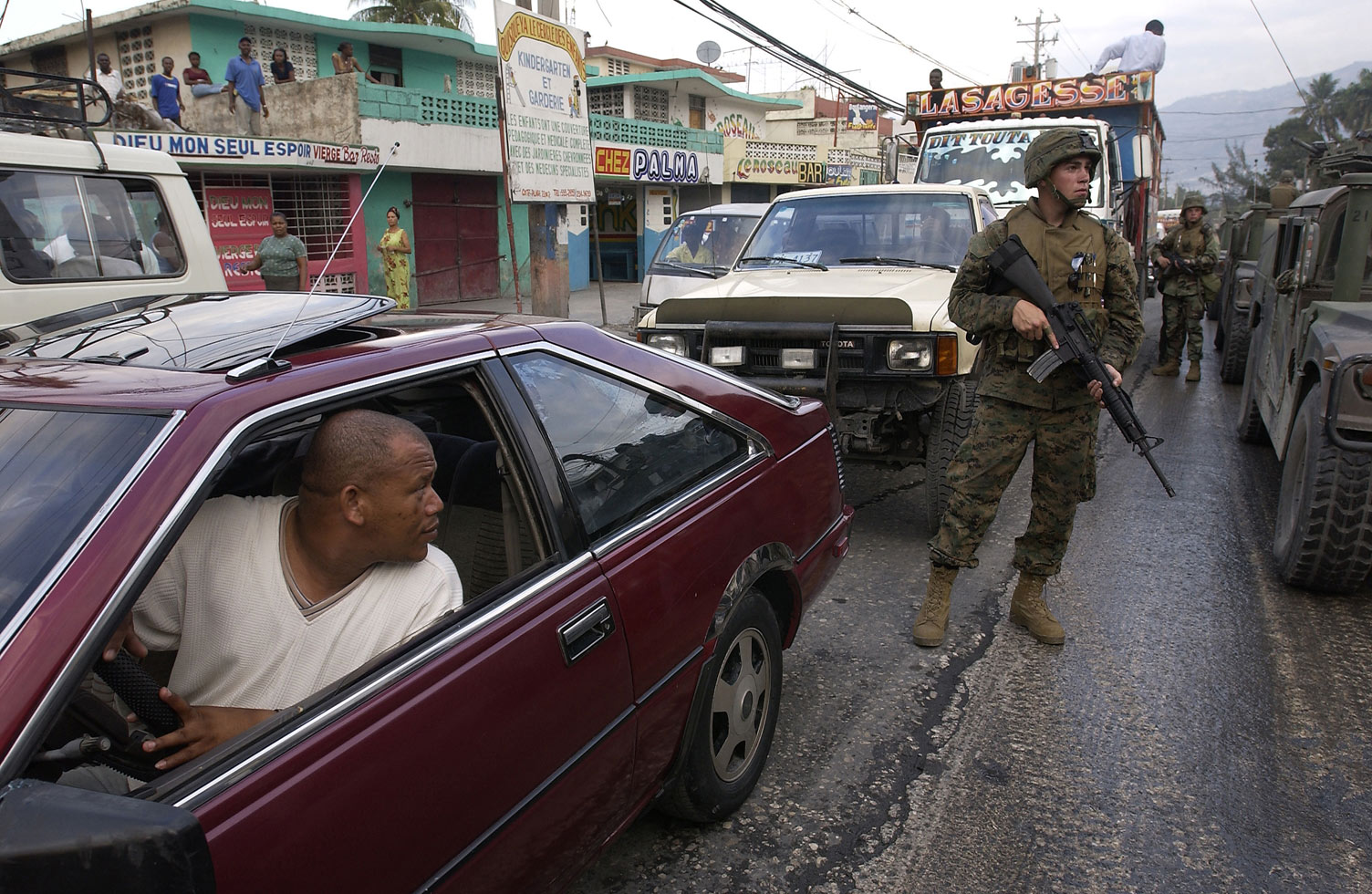
Tropas norte-americanas em Port-au-Prince em 2004.

## História
A crise no Haiti de 2004, surge como uma revolta armada contra Jean-Bertrand Aristide. Este ganhou a presidência do Haiti em fevereiro de 2001, em uma eleição que muitos acusam de não serem livres e justas. Logo foi severamente criticado por não conter a corrupção e nem melhorar a economia do país que estava moribunda. 
Devido às acusações da oposição, as eleições não puderam ser realizadas como planejado no final de 2003. Por conseguinte, a validade da maioria dos legisladores expirou em janeiro de 2004, forçando Aristide a governar baseado em decretos. Em dezembro de 2003, sob a pressão crescente, Aristide prometeu novas eleições dentro de seis meses. Ele rejeitou os apelos da oposição para a sua renuncia imediata. 
Os protestos anti-Aristide em janeiro de 2004 levaram a confrontos violentos em Port-au-Prince, com várias mortes. 

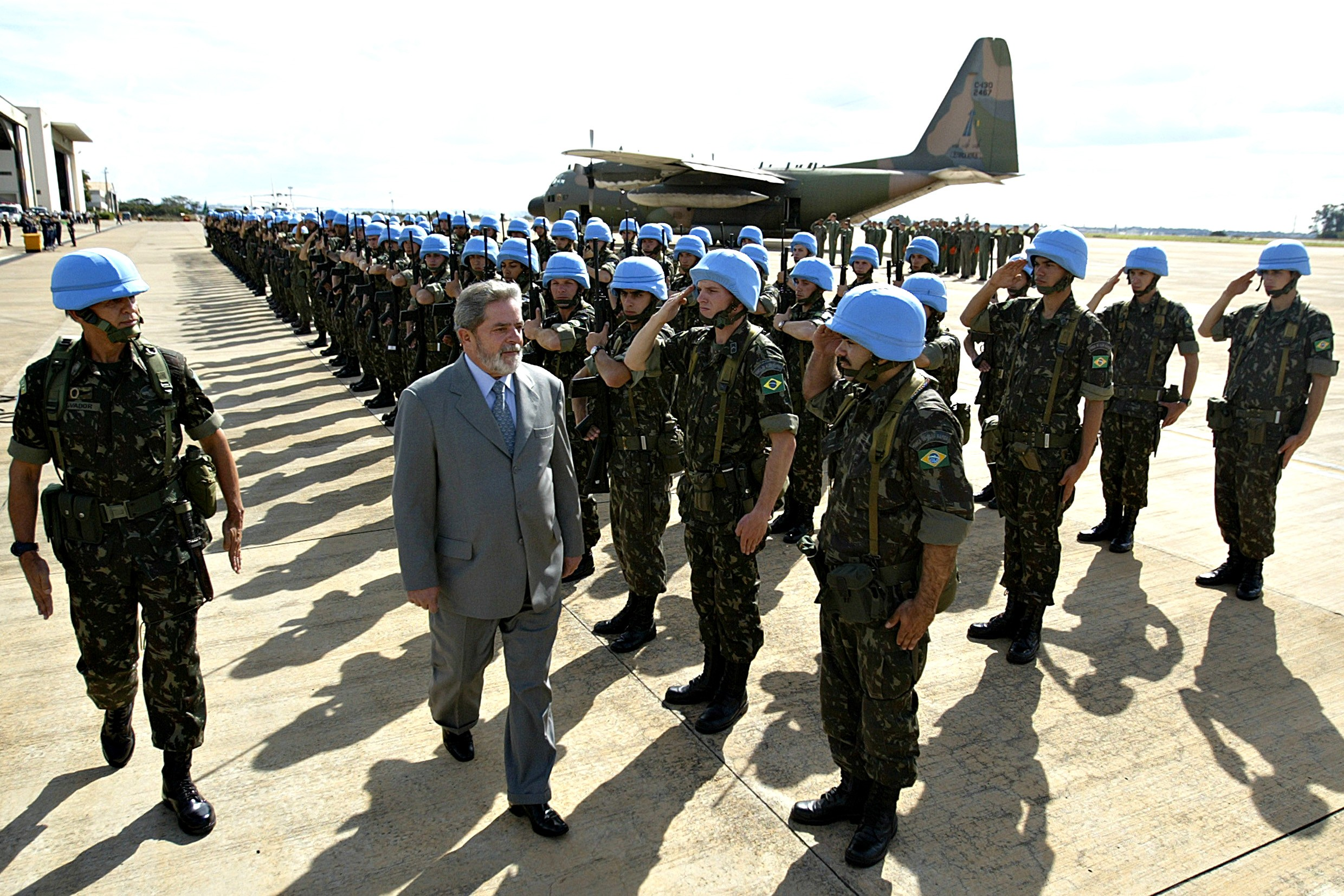
Tropas brasileiras da MINUSTAH no Haiti

Em 5 de fevereiro de 2004, motins eclodiram na cidade de Gonaives. O principal instigador foi um grupo chamado Exército Canibal (que mudou seu nome para Frente pour la Libération et la Nationales Reconstrução), que anteriormente havia apoiado Aristide, e que ficou contra ele, quando seu líder foi morto a tiros em setembro de 2003 alegadamente a mando de Aristide. Os rebeldes tomaram o controle de Gonaives r , e expulsaram a polícia mal-equipadas da cidade. A revolta começou a se espalhar, engordadas por ex-soldados exilado e pelos líderes da milícia (como Louis-Jodel Chamblain), da República Dominicana. 
Em 22 de fevereiro, Cap-Haitien, segunda maior cidade do Haiti, caiu para os rebeldes. No mesmo dia, uma equipe de mediadores, constituído por diplomatas dos Estados Unidos, França, Canadá e Bahamas apresentou um plano destinado a reduzir o poder de Aristide, mas permitindo-lhe manter a posição até o final do seu mandato constitucional, para um novo governo que inclua a oposição. Apesar de Aristide aceitar o plano, foi rejeitado pela oposição, que continuou a exigir a renúncia de Aristide.
Quando os rebeldes começaram a marchar para o sul da estrada de Port-au-Prince, Aristide cedeu às suas exigências (29 de Fevereiro), renunciou e deixou o país. Seu sucessor foi o presidente do Supremo Tribunal   Boniface Alexandre, o que serviu como presidente interino até 2006, quando René Préval foi eleito presidente. 
O Caricom, que estava apoiando o processo de paz, acusou os Estados Unidos, a França e a comunidade internacional de falhar no Haiti, para permitir a expulsão pela força das armas de um presidente R O  democraticamente eleito. O presidente da Jamaica, Percival James Patterson,   Adisse que o incidente A representava um mal precedente para o mundo, e que mostrou a hipocrisia dos Estados Unidos, que ficaram satisfeitos em ver que um presidente relativamente de esquerda ser retirado do poder (um possível precedente para a Venezuela ou Cuba), embora agindo no interesse da democracia.i
O governo dos Estados Unidos declarou que a crise foi motivada por Aristide, que não estava agindo no melhor interesse do seu país, e que seu afastamento foi necessário para a futura estabilidade do país. As Nações Unidas e a OEA não fizeram nenhuma declaração sobre esse fato. 